# Enteropogon coimbatorensis
Enteropogon coimbatorensis là một loài thực vật có hoa trong họ Hòa thảo. Loài này được K.K.N.Nair, S.K.Jain & M.P.Nayar mô tả khoa học đầu tiên năm 1977.